# خوسيه لويس كابريرا باديلا
خوسيه لويس كابريرا باديلا هو سياسي مكسيكي، ولد في 14 يناير 1956 في مدينة مكسيكو في المكسيك. نشط حزبياً في حزب الثورة الديمقراطية. وقد انتخب عضو مجلس النواب المكسيك ‏.